# Omophron aequale jacobsoni
Omophron (Omophron) aequale jacobsoni – gatunek chrząszcza z rodziny biegaczowatych, podrodziny Omophroninae i plemienia Omophronini.
Gatunek ten opisany został w 1922 roku przez Andrieja Siemionowa-Tjan-Szanskiego. W tym samym roku autor ten opisał gatunek Omophron mongolicum, wskazując jako jego lokalizację typową jezioro Bujr nuur. Został on potem zsynonimizowany z O. jacobsoni.
Chrząszcz o długości ciała od 6,5 do 6,9 mm i szerokości od 4,1 do 4,5 mm, wyróżniający się słabiej rozwiniętym ciemnym wzorem niż podgatunek nominatywny. Ciągłość nasadowej części wzoru na pokrywach zostaje przerwana na obszarze rzędów od piątego do ósmego. Z kolei środkowa część wzoru jest nieciągła na obszarze od 7 do 10 rzędu, będąc w tym miejscu szeroko oddzieloną od części nasadowej. Podgatunek ten posiada również silniej zaokrąglony wierzchołek pokryw niż O. a. aequale.
Podawany z rosyjskiego Kraju Nadmorskiego, Mongolii, Korei Północnej oraz chińskich prowincji: Guandong, Hajnan, Jiangsu, Syczuan, Shanxi, Yunnan i Zhejiang oraz regionów autonomicznych Guangxi i Mongolia Wewnętrzna. W Mongolii jest jedynym przedstawicielem podrodziny.